# Flotjärnen (Bodums socken, Ångermanland)
Flotjärnen är en sjö i Strömsunds kommun i Ångermanland och ingår i Ångermanälvens huvudavrinningsområde.